# Durin I
Durin I, apodado el Inmortal, es un personaje ficticio creado por el escritor británico J. R. R. Tolkien para ambientar las historias de su universo imaginario. Se trata de un enano que fundó y gobernó la gran ciudad subterránea de Khazad-dûm. Al igual que el Durin de la mitología nórdica, era el mayor de los Siete Padres de los Enanos, el primero en ser creado por el vala Aulë. Durin fue creado antes que muchas de las criaturas de la Tierra Media y, por mandato de Ilúvatar, durmió en las montañas de la Tierra Media hasta que los elfos nacieron.
Tras su despertar viajó hasta un lago que los enanos llamaron Kheled-zâram, allí fundó una gran ciudad bajo las Montañas Nubladas, a la que llamó Khazad-dûm, y que más tarde sería conocida como Moria. Vivió largo tiempo, y por eso se lo llamó el Inmortal, pero finalmente murió antes del fin de la Primera Edad del Sol.
Durin I fundó el linaje de los enanos barbiluengos, al que por él se conoció como «Casa de Durin». Tras él hubo otros cinco Durin, tan parecidos al primero en apariencia y carácter, que se pensaba que eran en verdad el Inmortal, que se había reencarnado en alguien de su linaje para seguir guiando a su pueblo. Aparentemente, los primeros herederos de Durin I tenían recuerdos de sus «vidas pasadas», leyenda que Tolkien no confirma como verídica para su mundo secundario en ninguno de sus escritos.